# ميديون
الميديون من الأقوام التي استوطنت مناطق جبال زاكروس قديما حيث عاشوا بين نصفهم الآخر الحوريين في الشمال الغربي لما يعرف الآن بكردستان. وكان موطنهم حسب الجغرافية الحالية تشمل كردستان وأذربيجان ومنطقة كاردوخ. واستنادا إلى كتابات هيرودوت فإن الميديين كانوا مؤلفين من 6 قبائل رئيسية وهم الفيلية وباريتاك وستروخات وآريا وبودي وموغي، وأطلق هيرودوت اسم الآريين على القبائل الميدية. لا يُعرف الكثير عن أصل الميديين واستنادا على العهد القديم من الكتاب المقدس فإنهم من سلالة يافث بن نوح وأول ذكر لهم في المخطوطات اليونانية كان في عام 836 قبل الميلاد عندما تم ذكر دفع الميديون الجزية للملك الآشوري شلمنصر الثالث وهناك نوع من الإجماع إن الميديين لم يكونوا من الفرس علما إن لغتهم كانت متقاربة.
واستنادا إلى د.زيار في كتابه «إيران...ثورة في انتعاش» والذي طبع في نوفمبر 2000 في باكستان. فإنه بحلول سنة 1500 قبل الميلاد هاجرت قبيلتان رئيسيتان من الآريين من نهر الفولغا شمال بحر قزوين واستقرا في إيران وكانت القبيلتان هما الفارسيين والميديين. أسس الميديون الذين استقروا في الشمال الغربي مملكة ميديا. وعاشت الأخرى في الجنوب في منطقة أطلق عليها الإغريق فيما بعد اسم بارسيس ومنها اشتق اسم فارس. غير أن الميديين والفرس أطلقوا على بلادهم الجديدة اسم إيران التي تعني «أرض الآريين».

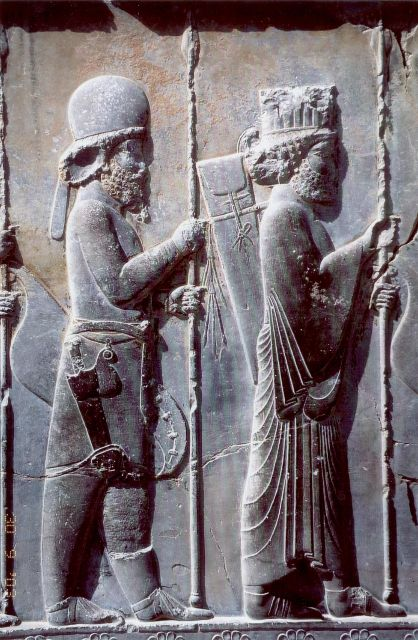
قصر أبادانا، القرن الخامس قبل الميلاد، نقش بارز من الأخمينية جنديًا ميديًا خلف جندي فارسي، في تخت جمشيد، إيران

هناك اعتقاد لدى بعض الأكراد أن الميديين هم أحد جذور الشعب الكردي ويبرز هذه القناعة في ما يعتبره الأكراد نشيدهم الوطني حيث يوجد في هذا النشيد إشارة واضحة إلى إن الأكراد هم «أبناء الميديين» واستنادا إلى المؤرخ الكردي محمد أمين زكي (1880 - 1948) في كتابه «خلاصة تاريخ الكرد وكردستان» فإن الميديين وإن لم يكونوا النواة الأساسية للشعب الكردي فإنهم انضموا إلى الأكراد وشكلوا حسب تعبيره «الأمة الكردية».
يستند التيار المقتنع بأن جذور الأكراد هي جذور آرية على جذور الميديين حيث إن هناك إجماعا على أن الميديين هم أقوام آرية. استنادا إلى كتابات هيرودوت فإن أصل الميديين يرجع إلى شخص اسمه دياكو الذي كان زعيم قبائل منطقة جبال زاكروس وفي منتصف القرن السابع قبل الميلاد حصل الميديون على استقلالهم وشكلوا إمبراطورية ميديا وكان فرورتيش (665 - 633) قبل الميلاد أول امبراطور وجاء بعده ابنه هووخشتره
بحلول القرن السادس قبل الميلاد تمكنوا من إنشاء إمبراطورية ضخمة امتدت من ما يعرف الآن بأذربيجان إلى آسيا الوسطى وأفغانستان. اندمج الميديون مع الفرس ويعتبر الكثير من القوميات في يومنا هذا أنفسهم كامتداد للميديين كالأكراد واللور والاصفهانيون والأذريين. اعتنق الميديون الديانة الزردشتية وتمكنوا في 612 قبل الميلاد من تدمير عاصمة الأشوريين في نينوى. هذا الحدث أوقع خشية في قلوب البابليين الذين بادروا لعقد الصلح مع الميديين حيث قام الملك البابلي نبوخذ نصر بالزواج من ابنة امبراطور الميديين سياخاريس. استمر نفوذ الميديين في المنطقة إلى أن تمرد الملك الفارسي كورش على الميديين وحقق انتصارا كبيرا عليهم سنة 553 قبل الميلاد.
| تاريخ كردي |
| ---------- |
| جوتيوم     |
| مانيون     |
| ميديون     |
| كاردوخيون  |
| هزوانيون   |
| شداديون    |
| حسنويون    |
| عنازيون    |
| مروانيون   |
| أيوبيون    |
| بدليسيون   |
| أردلانيون  |
| بهدينانيون |
| سورانيون   |
| بابانيون   |

## الكرد والميديين
اقترح المؤرخ واللغوي الروسي فلاديمير مينورسكي أن الميديين، الذين سكنوا الأرض على نطاق واسع حيث يشكل الكرد حاليًا أغلبية، ربما كانوا أجداد الكرد المعاصرين. ويذكر أيضًا أن الميديين الذين غزوا المنطقة في القرن الثامن قبل الميلاد كانوا يشبهون الكرد لغويًا. تم قبول هذا الرأي من قبل العديد من القوميين الأكراد في القرن العشرين.

## الخلفية التاريخية

### الأصول
برزت القبائل الإيرانية في منطقة شمال غرب إيران في نهاية الألفية الثانية قبل الميلاد، ووسعت هذه القبائل سيطرتها على مناطق أكبر. كانت القبائل الإيرانية موجودة في غرب وشمال غرب إيران منذ القرن الثاني عشر أو الحادي عشر قبل الميلاد على الأقل، ولكن أهمية العناصر الإيرانية في هذه المناطق برزت منذ بداية النصف الثاني من القرن الثامن قبل الميلاد. شكلت القبائل الإيرانية بحلول ذلك الوقت الأغلبية في المنطقة التي أصبحت فيما بعد إقليم المملكة الميدية وكذلك غرب ميديا نفسها. تظهر دراسة المصادر النصية من المنطقة أن مناطق ميديا قد ضمت سكانًا أغلبيتهم يتحدثون الإيرانية في العصر الآشوري الجديد، في الغرب والشمال الغربي منها.
عُثر على أدلة تتعلق بالنشاط السياسي المبكر للمجتمعات القوية مثل عيلام ومانيون وآشور وأورارتو، في غرب وشمال غرب إيران، وفي المناطق الواقعة إلى الغرب من ذلك قبل حكم الميديين. طُرحت آراء مختلفة ومحدّثة حول مواقف القبائل الإيرانية وأنشطتها في هذه المجتمعات وقبل «تكوّن الدولة الإيرانية الكبرى» في أواخر القرن السابع قبل الميلاد. يقترح رأي (لهيرزفيلد وآخرون) أنّ الطبقة الحاكمة كانت من «المهاجرين الإيرانيين» ولكن المجتمع كان «مستقلًا»، بينما يرى رأي آخر (لجرانتوفسكي وآخرون) أنّ كلًا من الطبقة الحاكمة والعناصر الأساسية للسكان كانت إيرانية.
ظهر الميديون لأول مرة على الساحة التاريخية في القرن التاسع قبل الميلاد، إذ ورد ذكرهم في نصوص آشورية معاصرة. يُحتمل جدًا أن شعوب هندو-إيرانية كانت قد استقرت بالفعل في ذلك الوقت في غرب إيران منذ ما لا يقل عن 500 عام، إن لم يكن 1000 عام، قبل هذه الفترة. يعتقد معظم العلماء أن وصول السكان الناطقين باللغات الهندو-إيرانية إلى غرب إيران لم يكن نتيجة هجرة جماعية واحدة، بل على العكس، مجموعات صغيرة من الرعاة الرحل تسللت تدريجيًا إلى المنطقة من الشمال الشرقي على مدى فترة طويلة من الزمن، ربما يعود تاريخها إلى أوائل الألفية الثانية قبل الميلاد. أدت هذه المجموعات الرعوية إلى ظهور مجموعات ثقافية ولغوية متنوعة، إذ اندمجت إحدى هذه المجموعات في النهاية لتشكل الشعب الذي أشار إليه الآشوريون باسم الميديين. استقر الميديون جيدًا في غرب إيران من القرن التاسع قبل الميلاد فصاعدًا، واشتبكوا بشكل متكرر مع الآشوريين، جيرانهم الأقوياء إلى الغرب.

### التدخل الآشوري في الأراضي الميدية
كانت جبال زاغروس والهضبة الإيرانية منقسمةً سياسيًا بشكلٍ شديد. تتحدث المصادر الآشورية من القرنين الثامن والسابع قبل الميلاد عن عدد محير من الملوك والزعماء الذين حكموا مناطق مختلفة الأحجام، ويبدو أنّ معظمها كانت صغيرة جدًا. وفي الإشارة إلى الحكام الميديين، تستخدم النصوص الآشورية لقب بِل آلي (سيد المدينة)، وهو مصطلح يُطلق على الحكام الصغار الذين لم يكونوا مهمين بما يكفي لتسميتهم ملوكًا، ولعدم وجود مستوطنات كبيرة جدًا في الأراضي الميدية، غالبًا ما يُترجم بِل آلي إلى «رئيس» أو «زعيم». كان الميديون من منظور آشوري، شعبًا غريبًا يعيش خارج الأطراف الشرقية للعالم المتحضر.
كان شلمنصر الثالث (858-824 قبل الميلاد) أول ملوك آشور الذين بذلوا جهودًا جدية لتوسيع نفوذ مملكتهم إلى ما بعد حدود شمال بلاد الرافدين، وكان أول ملك آشوري يصل إلى الهضبة الإيرانية. وعلى الرغم من أن جيشه قد غزا بالقرب من الأراضي الميدية في الأعوام 843 و827 و826 قبل الميلاد، إلا أن الميديين لم يُذكروا في تقارير هذه الحملات. خرج شلمنصر من بارسوا لمهاجمة أربع مستوطنات في مناطق «ميسي، وأمادايا، وأرازياش، وحرهار» مرة واحدة في عام 834 قبل الميلاد. يمكن التعرف على أمادايا بأنها ميديا، ومع ذلك، كان هجوم شلمنصر مجرد عرض جانبي دون أي عواقب، إذ لم تكن ميديا محور اهتمام شلمنصر.
لربما نشأ الاهتمام الآشوري في المرتفعات الإيرانية من حاجتهم إلى الخيول لتزويد مركبات الحرب وسلاح الفرسان لقواتهم المسلحة. وجد الآشوريون معظم ما يحتاجونه من الخيول في القرن التاسع قبل الميلاد في جبال زاغروس، في مناطق أقرب إلى قلب آشور وأكثر سهولة للوصول إليها. ومع ذلك، تغير الوضع عندما توسعت مملكة أورارتو إلى المناطق جنوب بحيرة أرومية، ما قطع الاتصال الأكثر ملائمة لآشور مع وسط إيران.
دفع ذلك آشور إلى البحث عن طرق وصول جديدة وأكثر موثوقية تربط آشور بمناطق تربية الخيول بعيدًا عن تدخل أورارتو. جذب ذلك انتباه آشور إلى الميديين المعروفين بثروتهم من الخيول، وفي حملة عسكرية عام 819 أو 818 قبل الميلاد، قاد شمشي أدد الخامس (823-811 قبل الميلاد) القوات الآشورية إلى عمق غرب إيران، وبتقدمه عبر ميسا وجيلزيبندا ومتايا (ميديا) وأرازياش، اتبع الطريق الذي سلكه شلمنصر الثالث سابقًا في عام 834 قبل الميلاد. واجهت القوات الآشورية خلال تلك الحملة حاكمًا يدعى هانشيروكا في ميديا، ووفقًا لنقوش شمشي أدد، زُعم أنهم قتلوا 2300 من محاربي هانشيروكا و140 فارسًا، ودُمرت مدينة ساغبيتا الملكية لهانشيروكا مع 1200 مستوطنة أخرى. تبدو هذه الأرقام مبالغ فيها بالنظر إلى الحملات اللاحقة في المنطقة.
كان هانشيروكا أكثر حظًا من حكام جيرانه، ملك غزيلبوندا وحاكم أرازياش، إذ لم يقتصر الأمر على نجاة هانشيروكا من الهجوم فحسب، بل إنه لم يخضع لملك آشور ولم يُنهب منه أي غنائم على ما يبدو. لم يتأثر إلا جزء بسيط فقط من الأراضي الميدية بغزو شمشي أدد، إلا أن ذلك شكل بداية سلسلة من المحاولات الآشورية لفرض سيطرتها على مربي الخيول في غرب إيران. وُجه ما لا يقل عن سبعة، وربما يصل إلى تسعة، حملات آشورية ضد ميديا بين عامي 810-766 قبل الميلاد، وبلغت ذروتها في الفترة بين عامي 793 و787 قبل الميلاد عندما قاد نيرجال إيلاي، القائد العام لأداد نيراري الثالث (810-783 قبل الميلاد)، ما لا يقل عن خمس حملات شرقًا.
يبدو أن الغارات الآشورية الأولى على منطقة زاغروس كانت تركز بشكل رئيسي على النهب. لم يحاول الآشوريون السيطرة المباشرة على الأراضي الميدية إلا في عهد الملك تغلث فلاسر الثالث (744-727 قبل الميلاد) وورثته، إذ أسسوا مقاطعات آشورية جديدة في غرب زاغروس. حولوا أيضًا بعض المدن الميدية إلى مراكز آشورية، وأعادوا تسميتها بإضافة البادئة كار التي تعني «الميناء» أو «محطة التجارة» وتُبرز أسماؤها الجديدة دورها المركزي في التجارة.
أسس تغلث فلاسر الثالث خلال حملاته مقاطعتين جديدتين، ما وسع الوجود الآشوري الدائم بشكل أكبر في الهضبة الإيرانية. أسس تغلث فلاسر مقاطعة بارسوا شرق مقاطعة زاموا الآشورية القائمة (التي أسست في وقت لا يتأخر عن عام 843 قبل الميلاد)، بالإضافة إلى ذلك، فإن مقاطعة نامري، التي ربما تأسست في تسعينيات القرن الثامن قبل الميلاد، تشترك الآن في حدودها مع مقاطعة بيت هامبان التي أنشئت حديثًا. وصل الطريق البري الآشوري الذي يربط الأراضي الميدية بالسهول المنخفضة في بلاد الرافدين إلى مدينة هرهار الاستراتيجية على الهضبة الإيرانية. أرسل تغلث فلاسر في عام 738 قبل الميلاد، فرقة عسكرية ضد «الميديين الأقوياء في الشرق» إلى المنطقة الواقعة خلف جبل ألوند غالبًا. كانت العملية ناجحة، إذ استولى الآشوريون على مستوطنة مولوغاني و«خمسة آلاف من الخيول والناس والثيران والأغنام والماعز».